# Werner Petrich
Werner Petrich (* 7. Oktober 1927 in Gera; † 2017 in Berlin) war ein deutscher Maler und Grafiker.

## Leben und Werk
Petrich besuchte von 1946 bis 1948 die politisch linksstehende Käthe-Kollwitz-Kunstschule in Berlin-Reinickendorf. Von 1950 bis 1953 war er Mitarbeiter der späteren Fachschule für angewandte Kunst Heiligendamm. Von 1953 bis 1958 studierte bei Arno Mohr, Toni Mau, Oskar Nerlinger und Kurt Robbel an der Kunsthochschule Berlin-Weißensee. Danach war er bis 1960 in Berlin freischaffend vor allem als Gebrauchsgrafiker tätig und bis 1962 Mitarbeiter der Zentralen Werkstätten für Bildende Kunst des Verbands Bildender Künstler der DDR (VBK) in Berlin. Daneben leitete er von 1959 bis 1961 einen volkskünstlerischen Zirkel im VEB Großdrehmaschinenbau 7. Oktober in Berlin-Weißensee und 1962/1963 den künstlerischen Jugendzirkel im Kulturhaus der Eisenbahner Berlin-Karlshorst. Ab 1962 arbeitete Petrich wieder als freischaffender Gebrauchsgrafiker in Berlin. Er gestaltete Buchillustrationen und Schutzumschläge u. a. für den Kinderbuchverlag Berlin, den Buchclub 65 und die Reihe Das neue Abenteuer des Verlags Neues Leben. Im Rahmen der Errichtung von Neubau-Wohngebieten in Berlin schuf er Kunstwerke für den öffentlichen Raum, wobei er auch mit Hanfried Schulz zusammenarbeitete. Daneben betätigte er sich auch als freier Maler und Grafiker.
Von 1963 bis 1966 hatte Petrich einen Lehrauftrag an der Berliner Spezialschule für Leiter des Bildnerischen Volksschaffens. 1969 wurde er im Wettbewerb des Berliner VBK-Bezirksverbands Lob des Sozialismus geehrt. 

## Werke (Auswahl)

### Malerei und Grafik
- Zeichnende Kinder (1961, Lithografie)[1]
- Unterricht in der Produktion (1967, Öl; auf der VI. Deutsche Kunstausstellung)[2]
- Drei vom VEK Tiefbau (1969, Öl, 80 × 120 cm)[3]
- Ansicht der Schlossbrücke und des Staatsratsgebäudes in Berlin (1985, Öl, 70 × 80 cm; Kunstarchiv Beeskow)[4]

### Werke im öffentlichen Raum
- Szenen zu Boccacio und Aristophanes Der Frieden in der Adaption von Peter Hacks (1974/1975, freistehende Reliefwand, Keramik, mosaiziert[5], mit polychromer Malerei; Berlin, Wohngebiet Frankfurter Allee Süd, Nähe Harnackstraße 10)[6][7]
- Lernen und Freizeit (1976, Wandbild, polychrome Malerei auf Keramikklinker, 1,40 × 11 m; damaliges Gebäude der 50. Grundschule, Berlin-Buch, Karower Chaussee 97)[8]

## Teilnahme an zentralen und wichtigen regionalen Ausstellungen in der DDR
- 1960, 1962, 1983 und 1986: Berlin, Bezirkskunstausstellungen
- 1967/1968 und 1882/1983: Dresden, VI. Deutsche Kunstausstellung und IX. Kunstausstellung der DDR
- 1968: Halle/Saale, Staatliche Galerie Moritzburg („Sieger der Geschichte. Die Arbeiterpersönlichkeit in der bildenden Kunst der Deutschen Demokratischen Republik“)
- 1970: Berlin, Altes Museum („Im Geiste Lenins“)
- 1975: Schwerin, Staatliches Museum („Farbige Grafik in der DDR“)